# Кевін Лерена
Кевін Лерена (англ. Kevin Lerena; 6 травня 1992, Йоганнесбург) — південноафриканський професійний боксер, чемпіон світу за версією IBO (2017—2020) в першій важкій вазі та  WBC (2024—т.ч.) в бріджервейті.

## Професіональна кар'єра
У листопаді 2011 року провів перший професійний бій. Впродовж 2011—2015 років провів 14 боїв, з яких програв лише в одному — за очками співвітчизнику Джонні Мюллеру.
24 квітня 2016 року взяв реванш у Джонні Мюллера, нокаутувавши його і завоювавши титули чемпіона ПАР і WBA Pan African в першій важкій вазі.
9 вересня 2017 року в бою проти француза конголезького походження Йоурі Каленги розділеним рішенням суддів завоював вакантний титул чемпіона світу за версією IBO у першій важкій вазі.
У першому захисті титулу 3 березня 2018 року зустрівся з українцем Дмитром Кучером і здобув перемогу одностайним рішенням суддів.
У другому захисті 2 червня 2018 року суперником Лерени також був українець Роман Головащенко, і знов чемпіон здобув перемогу одностайним рішенням суддів.
Загалом Лерена провів шість переможних захистів звання чемпіона. 2020 року південноафриканець відмовився від титулу у зв'язку з переходом до важкої ваги.
26 березня 2022 року в бою проти Богдана Діну (Румунія) завоював вакантний титул WBA Inter-Continental у важкій вазі, а 17 вересня 2022 року в бою проти Маріуша Ваха (Польща) — вакантний титул IBO Inter-Continental.
3 грудня 2022 року Лерена вийшов на бій проти «регулярного» чемпіона WBA Денієла Дюбуа (Велика Британія). Поєдинок розпочався для південноафриканця дуже вдало — суперник тричі в першому раунді опинявся у нокдауні. Та, заспокоївшись у другому раунді, в третьому чемпіон вже сам надіслав претендента в нокдаун, а після продовження бою забив його, змусивши рефері зупинити бій.
13 травня 2023 року в ліміті бріджервейта (вагової категорії до 101,6 кг) переміг Ріяда Мерхі (Бельгія). 25 листопада 2023 року переміг Сенада Гаши (Німеччина) і завоював вакантний титул «тимчасового» чемпіона WBC у бріджервейті.
8 березня 2024 року в бою за вакантний титул WBO Global у важкій вазі програв одностайним рішенням Джастісу Гуні (Австралія).
8 жовтня 2024 року, після того, як британець Ловренс Околі відмовився від титулу чемпіона WBC в бріджервейті, Лерена був підвищений до повноцінного чемпіона. В першому захисті титулу 1 травня 2025 року зустрівся в бою з українцем Сергієм Радченко. Бій виявився одностороннім: в другому раунді українець двічі побував у нокдаунах, а в третьому після чергового нокдауну, зупиняючи побиття спортсмена, його кут викинув рушник.
19 липня 2025 року вийшов на бій за титул WBC Silver у важкій вазі проти британця Ловренса Околі і програв одностайним рішенням.

## Таблиця боїв
| 31 Перемога (15 нокаутом, 16 рішенням суддів), 4 Поразки (1 нокаутом, 3 рішенням суддів). |                 |        |           |                   |                               |                                                                     |
| Результат                                                                                 | Противник       | Спосіб | Раунд Час | Дата              | Місце проведення              | Примітки                                                            |
| Поразка 31-4                                                                              | Ловренс Околі   | UD     | 10        | 19 липня 2025     | Вемблі, Лондон                | Бій за титул WBC Silver у важкій вазі.                              |
| Перемога 31-3                                                                             | Сергій Радченко | TKO    | 3 (12)    | 1 травня 2025     | SunBet Arena, Преторія        | Захистив титул чемпіона WBC в бріджервейті.                         |
| Поразка 30-3                                                                              | Джастіс Гуні    | UD     | 10        | 8 березня 2024    | Kingdom Arena, Ер-Ріяд        | Бій за вакантний титул WBO Global у важкій вазі.                    |
| Перемога 30-2                                                                             | Сенад Гаши      | UD     | 12        | 25 листопада 2023 | Emperors Palace, Кемптон-Парк | Завоював вакантний титул «тимчасового» чемпіона WBC в бріджервейті. |
| Перемога 29-2                                                                             | Ріяд Мерхі      | UD     | 12        | 13 травня 2023    | Emperors Palace, Кемптон-Парк | Завоював вакантний титул WBC Silver в бріджервейті.                 |
| Поразка 28-2                                                                              | Денієл Дюбуа    | TKO    | 3 (12)    | 3 грудня 2022     | Тоттенгем Готспур, Лондон     | Бій за титул WBA (Regular) у важкій вазі.                           |
| Перемога 28-1                                                                             | Маріуш Вах      | UD     | 12        | 17 вересня 2022   | Emperors Palace, Кемптон-Парк | Завоював вакантний титул IBO Inter-Continental у важкій вазі.       |
| Перемога 27-1                                                                             | Богдан Діну     | KO     | 4 (10)    | 26 березня 2022   | Emperors Palace, Кемптон-Парк | Завоював вакантний титул WBA Inter-Continental у важкій вазі.       |
| Перемога 26-1                                                                             | Патрік Фергюсон | TKO    | 5 (10)    | 19 грудня 2020    | Emperors Palace, Кемптон-Парк |                                                                     |